# 井冈霉醇酮
井冈霉醇酮是一种有机化合物，分子式C7H12O6，属于一种环醇衍生物，是吡咯霉素1a等氨基环醇类抗生素生物合成的中间体。